# Der Mondmann (2012)
Der Mondmann ist ein Animationsfilm aus dem Jahr 2012, der in deutsch-französischer Koproduktion entstand. Stephan Schesch, der Regie führte, produzierte den märchenhaften Film auch und schrieb zusammen mit Ralph Martin das Drehbuch in enger Zusammenarbeit mit Tomi Ungerer, dem Autor des gleichnamigen Bilderbuches, das die Vorlage bildet, und 1966 erstmals im Diogenes Verlag erschien. Die Titelrolle des Mondmanns wird von Katharina Thalbach gesprochen, die des machthungrigen Präsidenten von Ulrich Tukur. Tomi Ungerer wirkt zudem als Erzähler mit.

## Handlung
Der Mondmann lebt seit ewigen Zeiten allein auf dem Mond und betrachtet die Erde. Als ihm dies eines Tages zu langweilig wird, hängt er sich an den Schweif eines vorbeifliegenden Kometen und landet mit diesem auf der Erde. Hier gibt es erst einmal viel Neues und Schönes für ihn zu entdecken.
Dann muss er jedoch die Erfahrung machen, dass auf der Erde ein machthungriger Präsident herrscht, der bereits die gesamte Welt erobert hat. Dieser hält den Mondmann für einen gefährlichen Eindringling, den er fangen will. Außerdem fasst er den Plan, selbst zum Mond zu fliegen, um diesen zu erobern und dort ebenfalls zu herrschen, womit er sozusagen nach den Sternen greifen will. Als der Mondmann davon erfährt, meint er zerknirscht, aber er sei doch der Mondmann. Um sein Ziel zu erreichen, beauftragt der Präsident den Erfinder Bunsen van der Dunkel, eine Mondrakete zu bauen. Der Professor fühlt sich erst geschmeichelt, von einem solch mächtigen Mann einen Auftrag zu erhalten, was sich aber nachhaltig ändern soll.
Als Van der Dunkel nämlich den Mondmann kennenlernt und sich schon nach kurzer Zeit mit ihm anfreundet, erkennt er, wo seine Hilfe wirklich benötigt wird. Gemeinsam bauen sie die Rakete fertig, die allerdings nun einem anderen als dem ursprünglichen Zweck dienen soll. Als es dem Präsidenten dann doch noch gelingt, den Mondmann einfangen zu lassen, steht ihm sein neuer Freund bei mit dessen Hilfe ihm dann sozusagen auch im letzten Moment die Flucht gelingt. Mit der fertiggestellten Rakete reist er dorthin zurück, wo er von den Kindern schon schmerzlich vermisst wird – zum Mond. Nun können alle Kinder auf der Erde, denen es kaum noch gelingen wollte, ruhig einzuschlafen, genau das wieder tun. Und auch der Mondmann ist froh, dass er am Himmel wieder seiner Bestimmung nachgehen und für die Kinder leuchten darf.

## Produktion

### Produktionsnotizen, Veröffentlichung
Produziert wurde der Film von der Schesch Filmkreation GmbH & Co. KG (München/Berlin), koproduziert von Le Pacte (Paris) und Cartoon Saloon (Kilkenny). Förderung erfuhr er vom FilmFernsehFonds Bayern (München), der Deutsch-Französischen Förderkommission, Eurimages, der FFA (Berlin), Beauftragter der Bundesregierung für Kultur und Medien -Filmförderung- (Berlin), vom Deutschen Filmförderfonds (DFFF) (Berlin), von der Stiftung Kuratorium junger deutscher Film (Wiesbaden), der Medienboard Berlin-Brandenburg GmbH (Potsdam), der Irish Film Board (Dublin), von der Centre national du cinéma et de l’image animée (Paris) und vom Media Programm der EU (Brüssel). Den Verantwortlichen stand ein geschätztes Budget von 10.000.000 Euro zur Verfügung.
Stephan Schesch betreute als Produzent bereits Tomi Ungerers Geschichte von den drei Räubern, die 2007 verfilmt worden war. Katharina Thalbach lieh ihre Stimme seinerzeit der bösen Tante.
Der Film feierte seine Welturaufführung am 8. Juni 2012 auf dem Animations Festival in Annecy in Frankreich, und seine Deutschlandpremiere am 28. Juni 2012 auf dem Fünf Seen Filmfestival in der Region Fünfseenland im Landkreises Starnberg, südwestlich von München gelegen. In die französischen Kinos kam er erstmals am 19. Dezember 2012, in die deutschen Kinos am 14. März 2013.
Vorgestellt wurde er zudem auf zahlreichen Festivals:
- 6. Juli 2012 in Frankreich auf dem Festival International du Film de la Rochelle
- 2. September 2012 in Island auf dem Reykjavik International Film Festival (RIFF)
- 19. Oktober 2012 in Polen auf dem Internationalen Filmfestival Warschau
- 18. November 2012 in Frankreich auf dem Arras Film Festival
- 20. Januar 2013 in Schweden auf dem Göteborgs Lilla Filmfestival
- 27. Januar 2013 in Schweden auf dem Göteborg International Film Festival
- 28. Februar 2013 in Luxembourg auf dem Luxembourg City Film Festival
- 12. März 2013 in Schweden auf dem BUFF-Filmfestival
- 13. April 2013 in Argentinien auf dem Buenos Aires International Festival of Independent Cinema
- 23. Mai 2013 in den USA auf dem Seattle International Film Festival
- 14. Oktober 2013 in Serbien auf dem Kids Fest, Deciji Festival
- 18. Oktober 2013 in den USA auf dem Santa Fe Independent Film Festival
- 9. Oktober 2014 in Israel auf dem Haifa Film Festival
- 15. November 2014 in Spanien auf dem El Meu Primer Festival Barcelona
- 13. September 2015 im Kurdistan/Irak auf dem Dohuk International Film Festival

Veröffentlicht wurde der Film außerdem im März 2013 in den Niederlanden, im Oktober 2013 in Belgien, im Dezember 2013 in Irland und im Vereinigten Königreich sowie in Brasilien, Ungarn und Slowenien. Der internationale Titel lautet: Moon Man.
Am 20. September 2014 gab Indigo den Film auf DVD und Blu-ray heraus.

### Musik im Film
Im Film erklingt das Lied Moon River, gesungen von Louis Armstrong, sowie die Volksweise Der Mond ist aufgegangen. Des Weiteren werden einzelne Szenen mit Jun Miyakes Ambient Jazz und Iron Butterflys Rock-Titel In-A-Gadda-Da-Vida untermalt.

## Rezeption

### Kritik
In der Begründung der FBW bei Erhalt des Prädikats „Besonders wertvoll“ hieß es unter anderem: „Ein bezauberndes und überirdisches Animationsvergnügen für die ganze Familie“ und weiter: „Als besonders gelungen können die in sich stimmige und zueinander konrastierende Zeichnung der Figuren, Räume und Millieus, die Verschränkung unterschiedlicher erzählerischer und gestalterischer Elemente oder die fantastischen Synchronstimmen, zum Beispiel von Katharina Thalbach, Ulrich Tukur oder Ulrich Noethen, inklusive der von Tomi Ungerer selbst beigesteuerten Erzählerstimme gelten.“
Birgit Roschy schrieb in Zeit Online, die „leicht somnambule Atmosphäre“ des Trickfilms „entführ[e] den Zuschauer ins nächtliche Nirwana“ und lobte: „Das Trickfilmabenteuer, in 2-D auf Computermonitoren handgezeichnet, ist im buchstäblichen Sinn bildschön. Die Animatoren empfinden, wenn auch mit runderem Strich, Ungerers klar konturierte Zeichnungen und die satten Farben nach. Berückend sind besonders die verwunschenen nächtlichen Paradiese.“ Roschy lobte auch den Soundtrack, der „großartig und unkonventionell“ sei und von „Ambient Jazz über das Volkslied Der Mond ist aufgegangen und Louis Armstrong sehnsüchtigen Moon River bis zu Iron Butterflys stampfendem In-A-Gadda-Da-Vida reich[e]“. Negativ bewertete sie, ganz im Gegensatz zu anderen Kritiken, dass Katharina Thalbachs „typisch krächzende und scheppernde Stimme, die Tote wecken“ könne, so gar nicht „zu einem diaphanen Geschöpf“ wie dem Mondmann passe. Weiter wurde „die Notwendigkeit, die Buchvorlage auf Spielfilmlänge zu strecken“ kritisiert, wodurch „weitere Misstöne“ entstünden.
Sophie Charlotte Rieger beurteilte den Film für kino-zeit.de und meinte, „auf den ersten Blick“ wirke Der Mondmann „so gar nicht wie ein Kinderfilm. Die Farben [seien] eher düster, die Figuren wirken teilweise abstrakt“, und führte dazu Beispiele an. Dann wiederum sei Der Mondmann „ganz und gar Kinderfilm mit einer klaren pädagogischen Botschaft vom Wert der Freundschaft“. Weiter befand Rieger: „Die Unmöglichkeit, die Handlung in unserer Vorstellung von Ort und Zeit zu verorten, verleiht dem Konzept etwas Märchenhaftes und einen besonderen Charme. Zu diesem Charme tragen auch die Synchronsprecher bei.“ Im Gegensatz zu Roschys Aussage war Rieger jedoch der Ansicht, dass „vor allem die Stimme Katharina Thalbachs“ es sei, „die dem Mondmann Glaubwürdigkeit und auch einen besonderen Witz“ verleihe.
Alexandra Seitz sah sich den Film für kinofenster.de an, wo er als Film des Monats geführt wird, und schrieb, es gehe „um die konkreten Bewegungen der verschiedenen Figuren von Ort zu Ort, aber auch  um die inneren Wandlungen, die diese Figuren zu Erkenntnissen über sich und die Welt und ihren Platz in derselben führen“. Weiter führte sie aus: „Wundersam bunt, magisch-lyrisch, rund und sanft wird es immer dann, wenn der Mondmann auf seiner Entdeckungsreise durch die Welt zu sehen ist.“ Seitz zog Vergleiche dahingehend, dass man sich „fast in die Gemälde von Henri Rousseau versetzt“ fühle oder in „die schwerelose[] Welt der italienischen Pittura Metafisica zu Beginn des 20. Jahrhunderts“ oder auch an das „Universalgenie Leonardo da Vinci“ erinnert werde. Demgegenüber sei „die Welt des Präsidenten eckig, kantig, schroff und schwarz-rot-blau monochrom“. Abschließend hieß es: „Diese vielfältigen Bezüge, die Der Mondmann zwischen den Kunstformen und quer durch die Zeiten herstellt, bezeugen die große Bedeutung, die der bleiche Himmelskörper für die Menschheit hat. Sie erinnern die Erwachsenen an seine bezaubernde Qualität – und den Kindern eröffnen sie einen Raum voll vergnüglicher Wunder.“
Petra Wille verfasste die Kritik für die Filmstarts-Redaktion  und war der Ansicht, „‚Der Mondmann‘ von Stephan Schesch [sei] ein farbenfroher Animationsfilm für Kinder, der das gleichnamige Buch von Tomi Ungerer poetisch und berührend“ umsetze. Auch sie lobte die „durchgängig sehr passend besetzten Sprecherstimmen“, unter denen „vor allem Katharina Thalbach“ auffalle. Auch wurde die „sehr passend eingesetzte Musik“ gelobt. Fazit: […] „‚Der Mondmann‘ ist ein fast nur nachts spielendes Abenteuer, das sehr poetisch und mit viel Gespür für Atmosphäre inszeniert ist. Die Umsetzung der Buchvorlage beeindruckt durch die stimmige Verbindung von Figurenzeichnung, Farbigkeit und Sprecherstimmen.“
Auch Kino.de war voll des Lobes für den Film und meinte, „das Genie Tomi Ungerer“ habe „in Stefan Schesch in punkto Animation und Tonalität das perfekte Sprachrohr gefunden, wenn es darum geh[e], seine Werke für die Leinwand zu adaptieren“. Weiter hieß es: „Was auf den ersten Blick kindlich wirken mag, ist in Wirklichkeit eine in schöne Bilder verpackte philosophische Abhandlung über das Leben im Allgemeinen (‚allein ist man schneller, aber zu zweit kommt man weiter‘) und Werte wie Freundschaft und Vertrauen im Besonderen (‚Das Herz ist da, wo du mich als Freund spürst‘)…“ Auch hier wurde die „perfekte Unterstützung“ des Films mit der passenden Musik hervorgehoben, was auch die Stimmen „große[r] deutscher Schauspieler“ einbezog, die „ihren Charakteren Tiefe, Prägnanz und Glaubwürdigkeit“ verleihen würden, „allen voran Katharina Thalbach, die ihrem Mondmann quasi das Sprechen beibring[e]“. Das alles mache „diesen intelligenten, unkonventionellen und herrlich verspielten (Kinder)film letztlich zu einem außerordentlich großen Vergnügen für nahezu alle Altersklassen“.
Das Lexikon des internationalen Films bescheinigte Tomi Ungerer, dass sein Bilderbuch-Klassiker eine „mit viel Liebe zu Details animierte Kinderfilmfabel um den liebeswürdigen, ebenso arg- wie ahnungslosen Mondmann“ sei, „der aus Langeweile seinen Trabanten verlässt und auf der Erde zum Spielball eines machtlüsternen Präsidenten wird“. Dabei stehe „die zögerlich aufkeimende, dann immer unverbrüchlicher werdende Freundschaft des Mondmannes mit einem alten Erfinder im Zentrum. Besonders die Parallelgeschichte eines Mädchens, das mit seinem Vater im Auto durch die Sommernacht fährt, charakterisiert[e] den Film als angenehm trägen, poetisch-versponnenen ‚Nacht-Tag-Traum‘ mit versiertem Klang- und Musikdesign“.

### Auszeichnungen (Auswahl)
- 2012: Auszeichnung der FBW Prädikat „Besonders wertvoll“
- Deutsches Kinder-Medien-Festival Goldener Spatz 2013, Auszeichnung in der Kategorie „Animation“
- Stephan Schesch wurde mit dem Film am Jahresende 2013 mit dem „Teacher’s Award for best full-length film for children“ einer Lehrerjury auf dem „Alekino“-Kinderfilmfestival in Poznań, Polen, ausgezeichnet.
- Die Schauspielerin Katharina Thalbach wurde 2013 für ihre sprachliche Leistung als Stimme des Mondmannes beim Trickfilmfestival Stuttgart in der Kategorie „Deutscher Animations-Sprecherpreis“ für die Auszeichnung nominiert.

## Französische Version
In der französischen Version mit dem Titel Jean de la Lune liehen folgende Schauspieler den Figuren ihre Stimme, wobei zu Katharina Thalbach zu sagen ist, dass man in Frankreich „keine ähnliche Synchronstimme fand“, sodass die Schauspielerin „die französischen Sätze einstudier[t]e[], um die Charakteristik der Figur beizubehalten“.
- Katharina Thalbach: Jean de la Lune
- Tomi Ungerer: Le narrateur
- Michel Dodane: Le Président
- Jean-Yves Chatelais: Ekla des Ombres
- Frédérique Tirmont: Conquistadora
- Pierre-François Pistorio: Le Père U
- Lou Dubernat: La Fillette